# دافنی شاخ‌بلند
دافنی شاخ‌بلند (نام علمی: Daphnia longispina) نام یک گونه از سرده دافنی است.